# Anne-Laure Casseleux
Anne-Laure Casseleux, née le 13 janvier 1984 à Tarare (Rhône), est une ancienne footballeuse française. Elle a évolué au poste de défenseur. Elle a notamment joué au Juvisy FCF et en équipe de France de football.
Elle fait sa première apparition en équipe de France le 24 septembre 2003 face à la Corée du Sud. Elle compte 28 sélections, la dernière le 8 mars 2008.

## Carrière
- Olympique lyonnais
- CNFE Clairefontaine
- Juvisy FCF

## Palmarès
- Championne de France en 2006 avec Juvisy
- Championne d'Europe des moins de 19 ans en 2003
- Finaliste du Challenge de France en 2002 avec Lyon